# Продан Таракчиев
Продан Стоянов Таракчиев е български офицер, сред първите български летци и създатели на българската военна авиация. Заедно с летеца Радул Милков на 16 октомври 1912 над Одрин извършват първия боен разузнавателен полет в Европа. Дядо е на поетесата Пепа Таракчиева.

## Биография
Роден е на 12 ноември 1885 година в Сливен, кв. Клуцохор. Учи във Второ основно училище „Христо Ботев“. Завършва Военното училище в София през 1908 година и служи като офицер в Единадесети пехотен сливенски полк. Бил е помощник-началник на Аеропланното училище и началник на балонни групи. Участва в Балканските войни (1912 – 1913) като летец-наблюдател и също така обезпечава балона на 1-во Балонно отделение при Одрин. Получава достъп да се обучава в Петербургската въздухоплавателна школа след като минава успешно през изпит.
За 16 октомври 1912 година полковник Продан Таракчиев заедно с полк. Радул Милков получават задачата да извършат разузнаване на противника със самолет „Албатрос“. Заедно с това на екипажа е дадена задачата да бомбардира военен обект гара Караагач. Съществуват спорове относно това какво точно е било постигнато от екипажа и оттам какво е значението на делото им. Приема се, че това е първият боен полет на българската авиация, но се поставя под въпрос и твърдението, което те поддържат в своите спомени, писани десетки години по-късно, че то е и първото в световната авиация. Документи потвърждават, че бойният полет е бил разузнавателен, а в дневника за бойните действия на Аеропланното отделение събитието е отразено съвсем кратко, заедно с други данни за проведената дейност през деня:
| „ | Полет на един апарат „Албатрос“ до Одрин и обратно, пилотиран от поручик Милков с пасажер поручик Таракчиев. ... При кацането на апарата се счупи шасито. | “ |

Документи потвърждават също така, че първото българско бомбардиране на противников обект извършва екипажът на Джовани Сабели и майор Васил Златаров на 17 ноември 1912 година. Привеждат се данни и че световните аналози на тези събития са станали по-рано.
По време на Първата световна война Таракчиев служи в Първо аеропланно отделение (1915 – 1918). След войната е началник на Аеропланното училище, а след това на Аеропланната работилница. Уволнява се през 1920 г. Умира на 24 април 1957 година в София.

## Памет
На Продан Таракчиев е наречена улица в квартал „Аерогарата“ в София (Карта).
През 2012 година в родния му град Сливен, е открита негова паметна плоча, поставена на стената на Народното читалище „Хаджи Димитър“.

## Военни звания
- подпоручик – 17 февруари 1908
- поручик – 19 февруари 1911
- капитан – 18 април 1914